# Musca bakeri
Musca bakeri är en tvåvingeart som beskrevs av William Hampton Patton 1923. Musca bakeri ingår i släktet Musca och familjen husflugor. Inga underarter finns listade i Catalogue of Life.